# Ribalonga (Alijó)

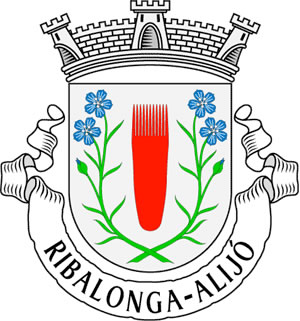
Das Wappen von Ribalonga

Ribalonga ist ein Ort und eine ehemalige Gemeinde (Freguesia) im portugiesischen Kreis Alijó. In der Gemeinde lebten 231 Einwohner (Stand 30. Juni 2011).
Am 29. September 2013 wurden die Gemeinden Ribalonga und Pópulo zur neuen Gemeinde União das Freguesias de Pópulo e Ribalonga zusammengefasst.